# دهستان کوتنا
دهستان کوتنا (به لاتین: Kehtna Parish) یک دهستان در استونی است که در شهرستان راپلا واقع شده‌است.

## خصوصیات
دهستان کوتنا ۵۰۷٫۳ کیلومترمربع مساحت و ۵٬۱۸۲ نفر جمعیت دارد.